# Стивън Осуалд
Стивън Скот Осуалд (на английски: Stephen Scot Oswald) е контраадмирал от USN и астронавт на НАСА, участник в три космически полета.

## Образование
Стивън Осуалд завършва колежа Bellingham High School в Билингам, Вашингтон, през 1969 г. През 1973 г. завършва Военноморската академия на САЩ в Анаполис, Мериленд с бакалавърска степен по аерокосмическо инженерство.

## Военна служба
Стивън Осуалд постъпва на активна военна служба в USN през 1973 г. През септември 1974 г. завършва школа за морски летци. От 1975 до 1977 г. служи на самолетоносача USS Midway (CV-41), който по това време се намира в базата Йокосука, Япония. Лети на щурмовак A-7 Corsair II. През 1978 г. завършва школа за тест пилот в Мериленд. През 1981 г. преминава курс на приучаване към новия изтребител F-18 Хорнет. Зачислен е в екипажа на самолетоносача USS Coral Sea (CV-43) като инструктор, а след това и като главен сигнален офицер на кораба. В кариерата си има повече от 7000 полетни часа на 40 различни типа самолети.

## Служба в НАСА
На 4 юни 1985 г., Стивън Осуалд е избран за астронавт от НАСА, Астронавтска група №11. През юли 1986 г. завършва успешно курса за подготовка. Участник е в три космически полета.

### Космически полети
| Космически полети на Стивън Скот Осуалд                          | Космически полети на Стивън Скот Осуалд | Космически полети на Стивън Скот Осуалд | Космически полети на Стивън Скот Осуалд | Космически полети на Стивън Скот Осуалд | Космически полети на Стивън Скот Осуалд | Космически полети на Стивън Скот Осуалд |
| №                                                                | Дата                                    | КК                                      | Емблема на мисията                      | Функции                                 | Продължителност                         |                                         |
| ---------------------------------------------------------------- | --------------------------------------- | --------------------------------------- | --------------------------------------- | --------------------------------------- | --------------------------------------- | --------------------------------------- |
| 1                                                                | 22 януари 1992                          | „Дискавъри“, мисия STS-42               |                                         | Пилот                                   | 8 денонощия 01 час 14 мин. 44 сек.      |                                         |
| 2                                                                | 8 април 1993                            | „Дискавъри“, мисия STS-56               |                                         | Пилот                                   | 9 денонощия 06 часа 08 мин. 24 сек.     |                                         |
| 3                                                                | 2 март 1995                             | „Индевър“, мисия STS-67                 |                                         | Командир                                | 16 денонощия 15 часа 08 мин. 48 сек.    |                                         |
| Сумарно време в космоса – 33 денонощия 22 часа 30 минути 54 сек. |                                         |                                         |                                         |                                         |                                         |                                         |

## Награди
- Легион за заслуги;
- Летателен кръст за заслуги;
- Медал за похвална служба;
- Медал за похвала (2);
- Медал на НАСА за изключителни постижения;
- Медал на НАСА за изключително лидерство.
- Медал на НАСА за участие в космически полет (2).